# Rob Hoffmann
Rob Hoffmann (Bussum, 6 september 1939 - aldaar, 17 september 2010) was een Nederlands oud-honkballer.
Hoffmann kwam zijn gehele honkballoopbaan, die duurde van 1955 tot 1972, uit voor de Bussumse vereniging HCAW. Als rechtshandig werper was hij degene die de vereniging naar de hoofdklasse leidde door in 1966 in de beslissingswedstrijd als werper te fungeren in de wedstrijd tegen de Storks. Hoffman speelde in totaal zes seizoenen met HCAW in de hoofdklasse, gooide daarin in 80 wedstrijden waarvan hij er 29 met zijn team won, 529 keer drie slag in 572 innings gooide en zijn loopbaan afsloot met een ERA van 2.03. Hoffmann had een bijzondere controle, want hij gooide slechts 93 keer vier wijd.
In 1960, toen zijn vereniging nog niet in de hoogste afdeling speelde, werd hij als unicum opgeroepen voor het Nederlands honkbalteam als werper. Van 1960 tot 1964 kwam hij uit voor het Nederlands team en nam hij deel aan drie Europese kampioenschappen en speelde in totaal twaalf interlands. Zowel tijdens de Europese kampioenschappen in 1962 in Amsterdam als die van 1964 in Milaan werd hij uitgeroepen tot de beste werper. Op 3 mei 1984 werd Hoffmann opgenomen in de Hall of Fame van de KNBSB. Sinds 2016 is het honkbalstadion van HCAW in Bussum is naar hem vernoemd, de Rob Hoffmannvallei.
Naast zijn carrière als honkballer was hij werkzaam bij de Wereldomroep.
Ook zijn zoon, Robbert Hoffmann was een getalenteerd werper die in de jaren negentig eveneens uitkwam voor het eerste team van HCAW.